# Liste der Monuments historiques in Liffol-le-Grand
Die Liste der Monuments historiques in Liffol-le-Grand führt die Monuments historiques in der französischen Gemeinde Liffol-le-Grand auf.

## Liste der Immobilien
| Bezeichnung | Beschreibung           | Standort                | Kennzeichnung | Schutzstatus | Datum | Bild |
| ----------- | ---------------------- | ----------------------- | ------------- | ------------ | ----- | ---- |
| Grabkreuz   | Stein, bezeichnet 1666 | auf dem Friedhof (Lage) | PA00107193    | Classé       | 1909  |      |